# Les Palmeres (Sueca)

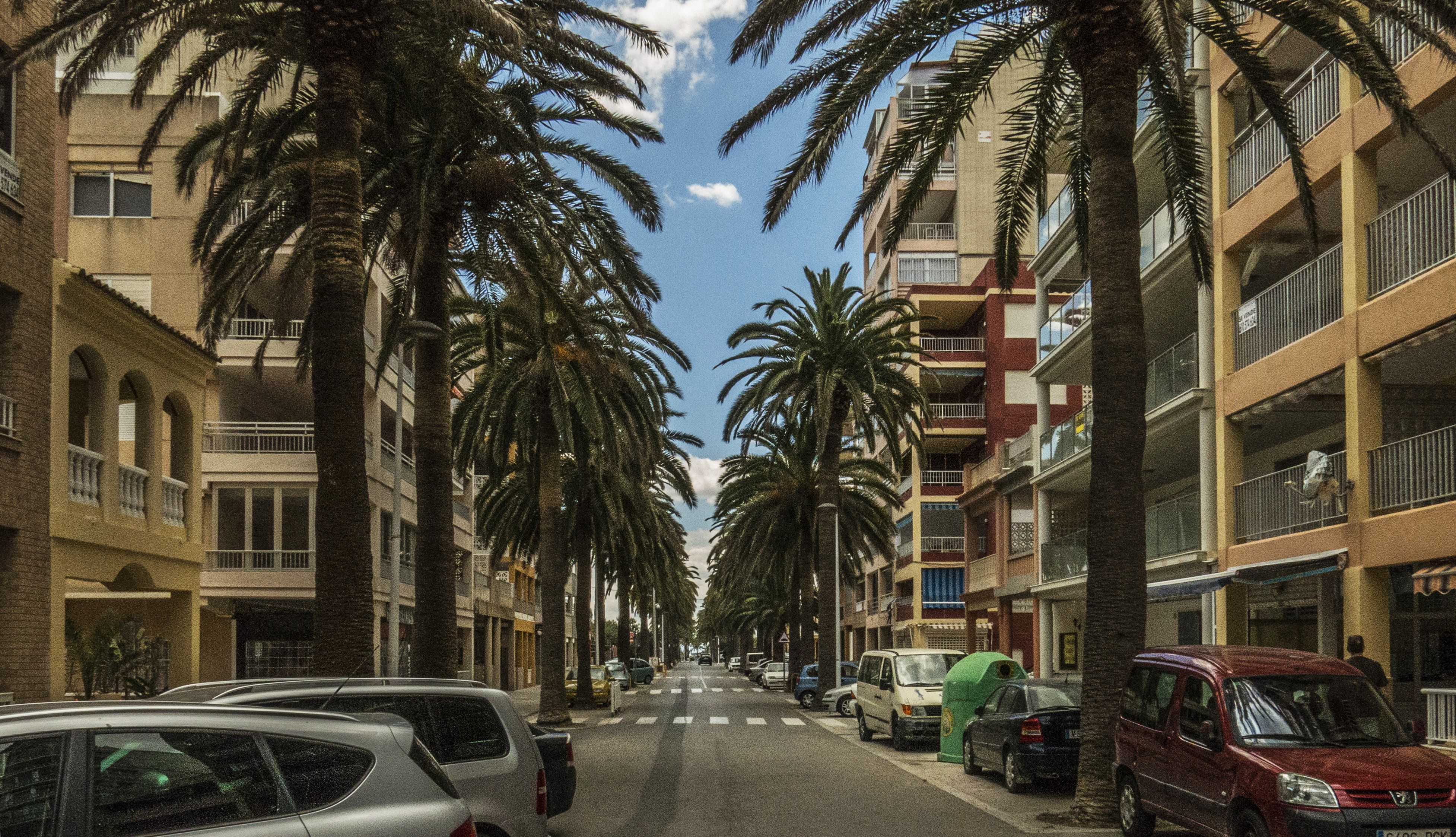
Via Sant Roc

Les Palmeres, popularment coneguda com les Palmeretes, és un nucli poblacional que pertany al municipi valencià de Sueca. Està situat al nord del Mareny de Barraquetes, al sud del Perelló i a l'est de la Muntanyeta dels Sants.
Les Palmeres està enclavat de ple en el Parc Natural de l'Albufera de València i al costat de la mar.
L'any 2009 hi vivien 266 persones.

## Imatges

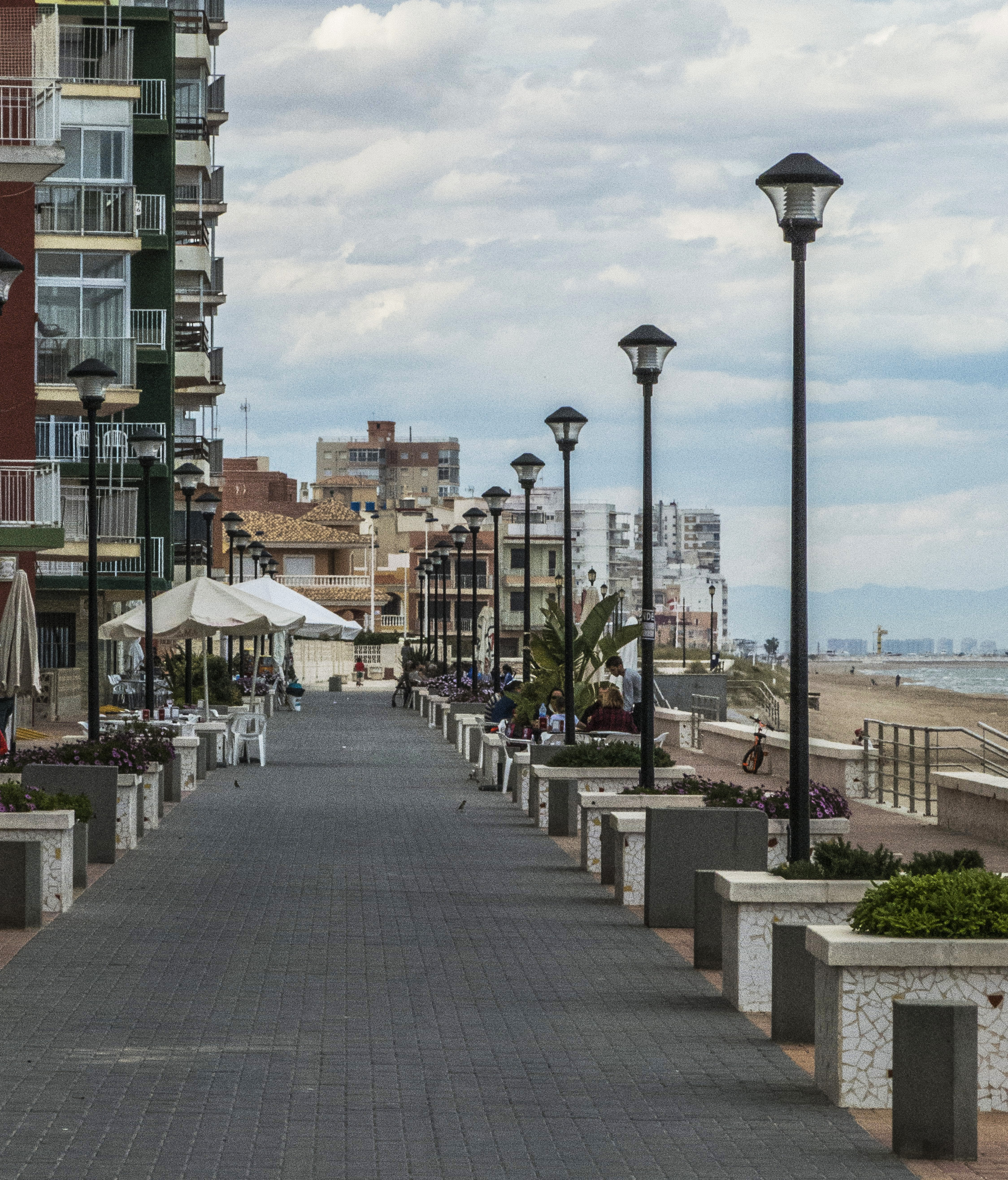
Passeig de l'Alguer
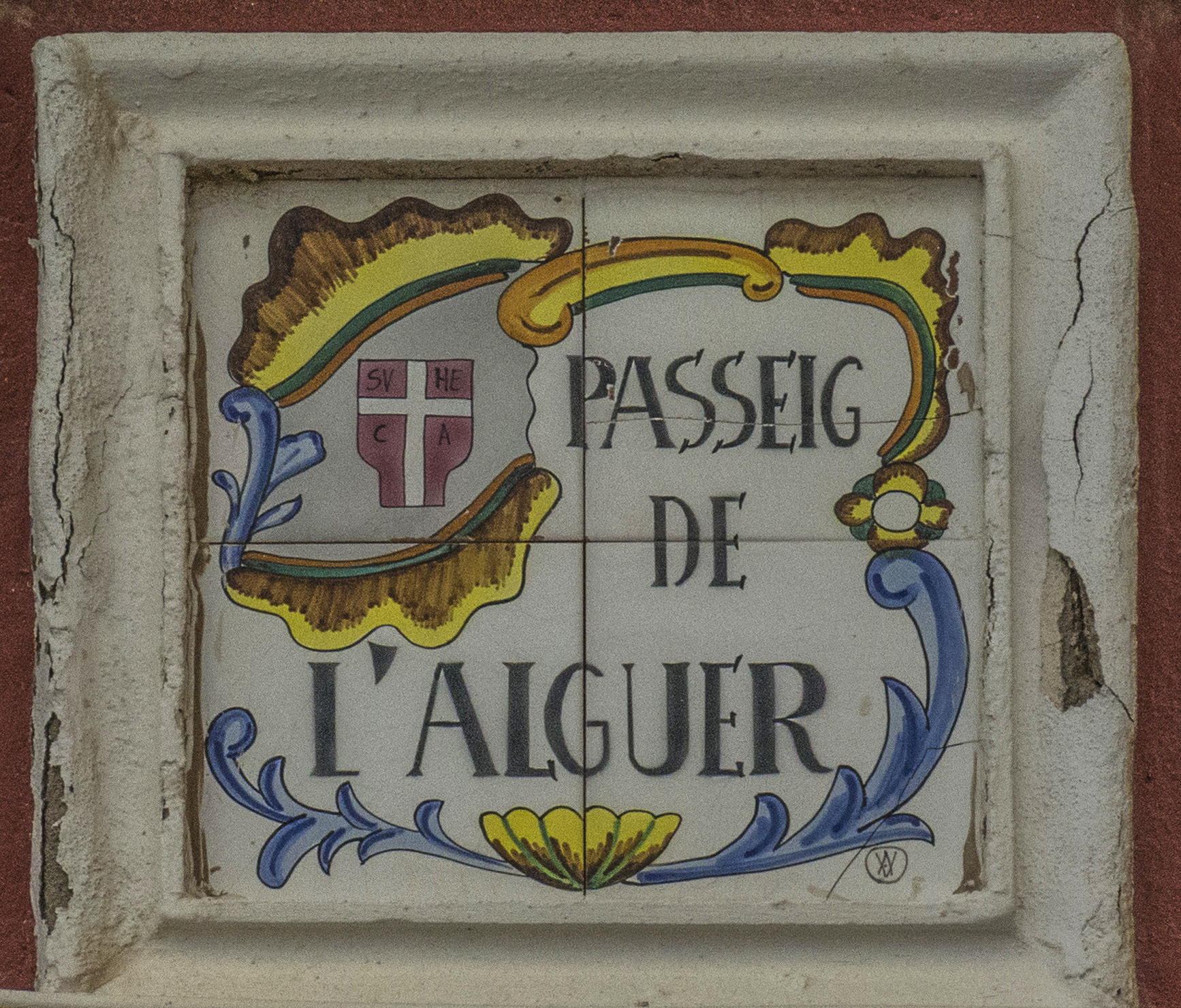
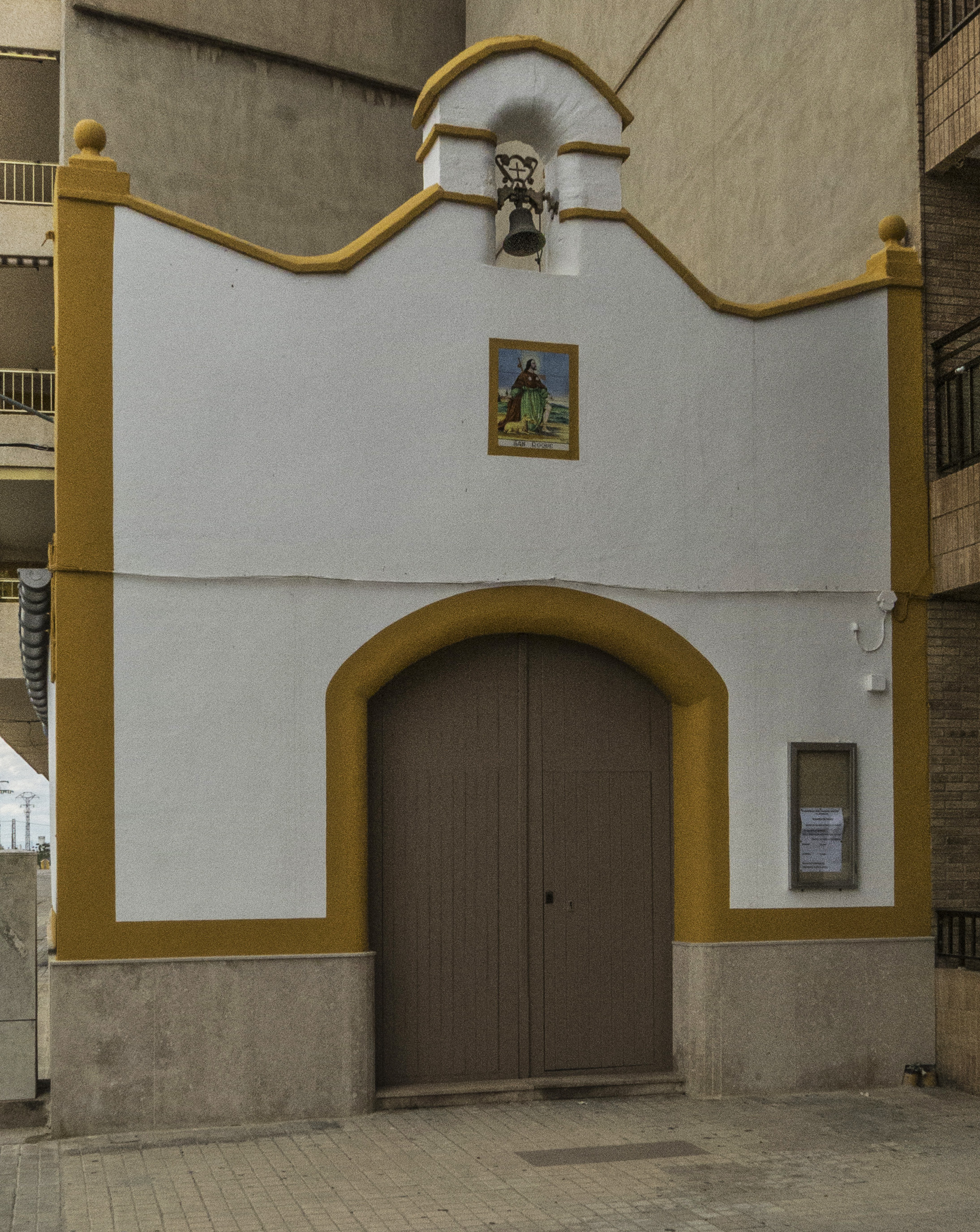
Església de Sant Roc
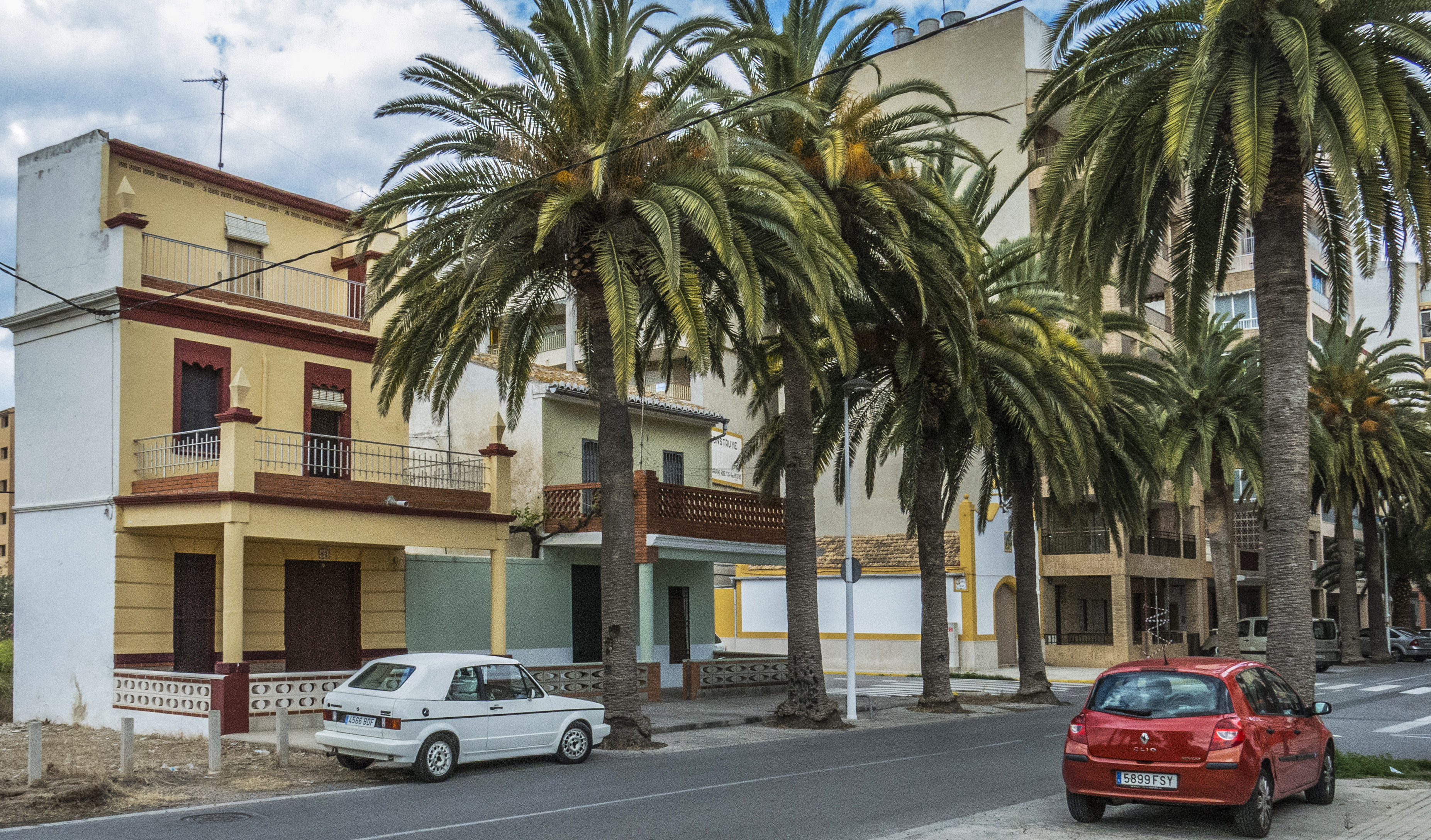
Cases de la Via Sant Roc
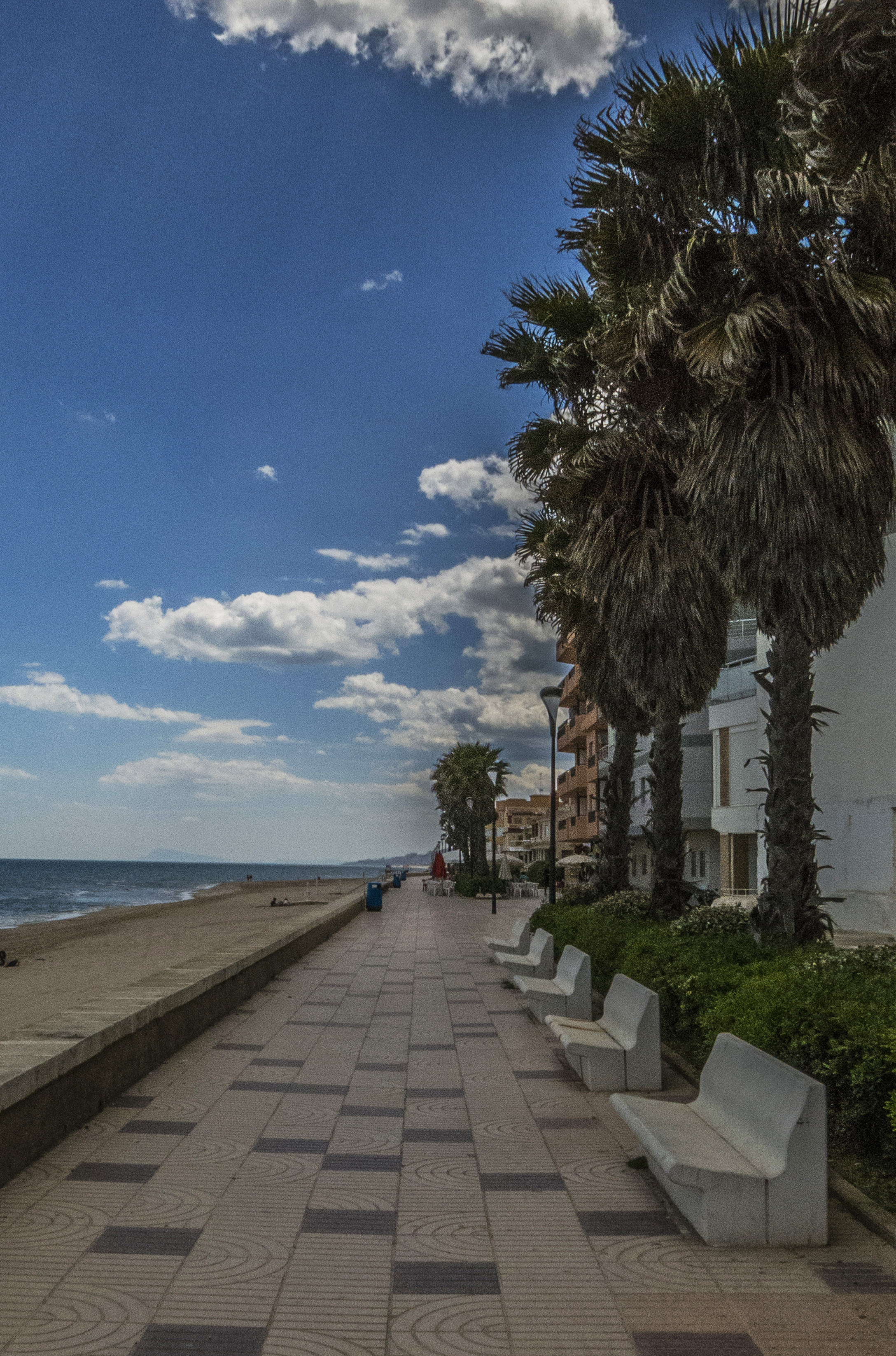
Passeig Antines